# I battellieri del Volga (Repin)
I trasportatori di barche del Volga o Burlaki (in russo Бурлаки на Волге?, Burlaki na Volge) è un olio su tela del 1870-1873 del pittore e scultore realista russo Il'ja Efimovič Repin. L'opera rappresenta 11 uomini che trascinano faticosamente una chiatta sul fiume Volga. Gli uomini sembrano quasi crollare in avanti spossati per lo sforzo di trascinare controcorrente una grande barca, mentre il caldo imperversa.
L'opera celebra la dignità e la forza d'animo dell'uomo, ma nello stesso tempo è una commovente condanna verso coloro che permettono un lavoro così disumano. Sebbene vengano raffigurati come uomini volitivi e stoici, essi appaiono molto abbattuti; solo uno si distingue: nel centro sia della fila che della tela, un giovane vivacemente colorato lotta contro le fasce di pelle ed assume un portamento eroico. Repin concepì il dipinto durante i suoi viaggi, compiuti da giovane, attraverso la Russia, rappresentando personaggi realmente incontrati. L'opera ottenne elogi a livello internazionale per la rappresentazione realistica delle difficili condizioni dei lavoratori, dando inizio alla carriera del pittore. Subito dopo il suo completamento, il dipinto fu acquistato dal granduca Vladimir Aleksandrovic ed esposto in tutta Europa come punto di riferimento della pittura realista russa. I trasportatori di barche del Volga è stato descritto come "forse il dipinto più famoso del movimento Peredvizhniki [per]....la sua chiara raffigurazione di un lavoro massacrante".

## Storia
Repin fu accettato all'Accademia Imperiale d'Arte di San Pietroburgo nel 1863. L'accademia al tempo era nota per il suo profondo conservatorismo ed era protesa verso l'arte accademica, fatto che generava un moto di ribellione ed il desiderio di cambiamento in molti dei suoi studenti.
I trasportatori di barche del Volga è ispirato a scene a cui l'artista ha assistito durante una vacanza sul Volga nel 1870. Egli realizzò una serie di studi preparatori, principalmente in olio, mentre soggiornava a Shiriaev Buerak, vicino a Togliatti (Stavropol-na-volge). Gli schizzi includono paesaggi e vedute del Volga e dei trasportatori di barche.

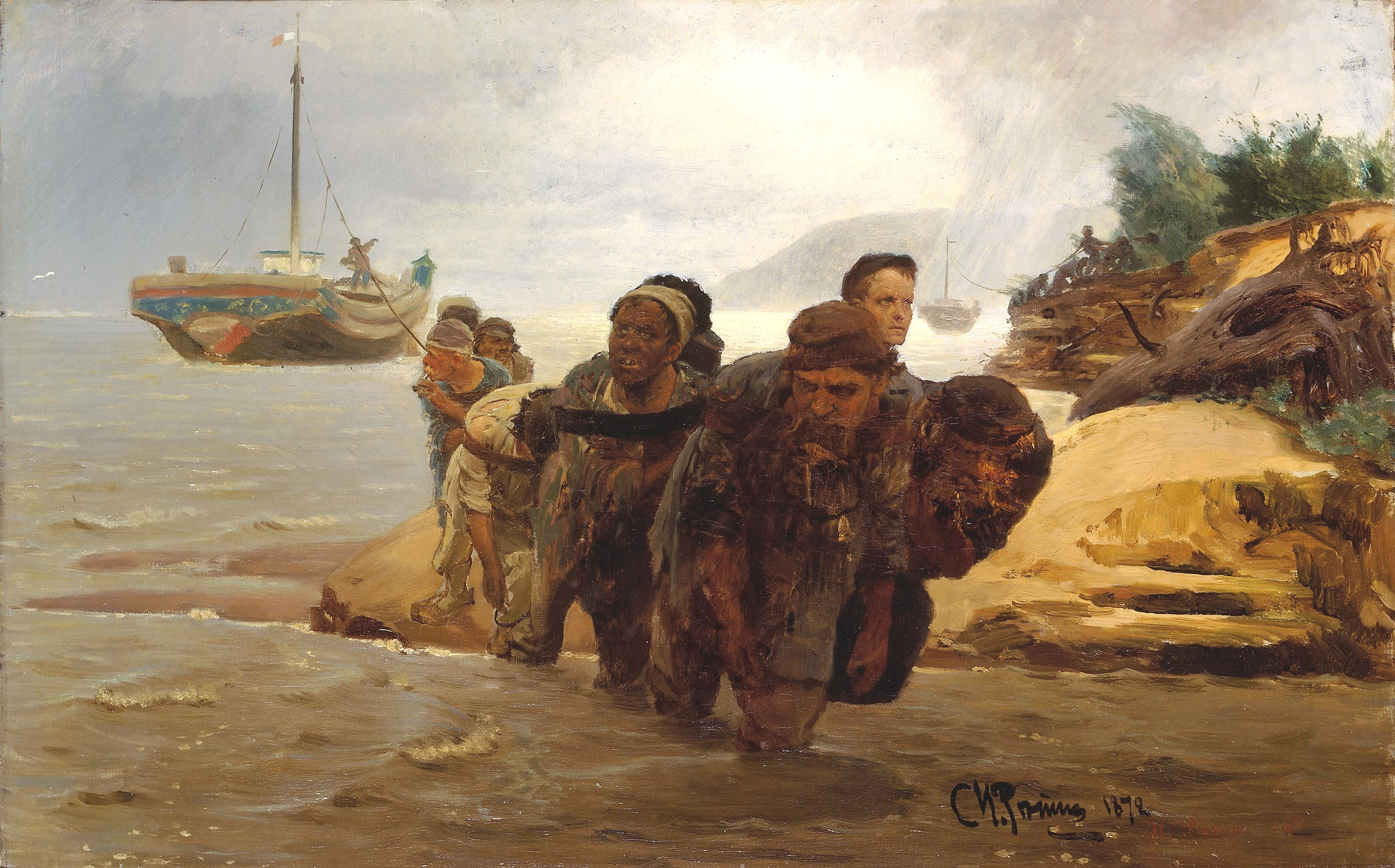
I battellieri del Volga fu dipinto da Repin nel 1872, durante lo stesso periodo, e condivide molte caratteristiche compositive con I trasportatori di barche sul Volga. 62×97 cm, Galleria Tretyakov, Mosca

I personaggi raffigurati sono basati su persone reali che l'artista conobbe durante la preparazione del lavoro. Egli aveva avuto difficoltà a trovare soggetti che posassero per lui, anche a causa di una credenza popolare secondo la quale un uomo avrebbe perso la sua anima qualora la sua immagine fosse stata disegnata. I soggetti comprendono un ex soldato, un ex sacerdote ed un pittore. Sebbene Repin rappresentò undici uomini, anche le donne facevano questo lavoro, e normalmente vi erano molte più persone in un gruppo di trasportatori di barche; Repin selezionò queste figure come rappresentanti di un'ampia fascia di classi di lavoratori della società russa. Il fatto che alcuni avessero ricoperto posizioni sociali relativamente alte lasciò sconcertato il giovane artista, che aveva inizialmente previsto di creare un'opera molto più superficiale, contrastando gli esuberanti escursionisti (quale esso stesso era stato), con i logori burlaki. Repin scoprì una particolare empatia con Kanin, il sacerdote spogliato, raffigurato come il trasportatore in testa al gruppo, il quale guarda all'esterno verso l'osservatore. L'artista ha scritto:
"C'era qualcosa di orientale in lui, il volto di un Scita...e che occhi! Che sguardo profondo!...ed il suo sopracciglio, così grande e saggio...mi appariva come un grande mistero, e per questo motivo mi è piaciuto. Kanin, con uno straccio intorno al suo capo, il suo abito rattoppato da lui stesso e poi logorato, appariva non meno che un uomo dignitoso; era come un santo".
Nonostante le sue implicazioni progressiste, I trasportatori di barche fu acquistato dal secondo figlio dello zar. La tela fu data in prestito per essere mostrata all'Esposizione Universale di Vienna del 1873, dove vinse una medaglia di bronzo. Fu esposta nuovamente nel 1878, ma al di fuori della Russia, quando era ancora ampiamente elogiata dalla critica per aver costituito uno spartiacque nell'arte russa. Dopo la rivoluzione russa la collezione d'arte del granduca fu espropriata e trasferita da Palazzo Vladimirskij al Museo russo.

## Descrizione
Il dipinto mostra una fila di undici burlaki maschi che trascinano controcorrente una chiatta sul fiume Volga. Gli uomini sono vestiti di stracci e avvolti da imbracature di cuoio. Essi appaiono stoici, sebbene in evidente disagio fisico, con i corpi curvati in avanti nello sforzo. La scena è  pervasa da una luce bianco lunare, che è stata descritta come "quasi veneziana". In precedenti studi dominavano i toni del blu.
Gli uomini sembrano essere non controllati e costituiscono il fulcro dell'immagine, con la chiatta relegata ad un ruolo minore nella parte posteriore dell'inquadratura. Più in là in lontananza un piccolo battello a vapore, Forse il suggerimento che il massacrante lavoro di trascinatore di chiatte non sarà più necessario nell'era industriale. Degna di nota è anche la bandiera russa che sventola capovolta dall'albero maestro della chiatta, accrescendo la sensazione che qualcosa non va per il verso giusto. Repin richiama il ritmo intermittente del lavoro nella linea ondulata delle teste dei lavoratori. Negli studi preparatori, molte delle figure erano posizionate in modo diverso; ad esempio il secondo uomo era raffigurato con un cappello e con il capo reclinato sul petto.

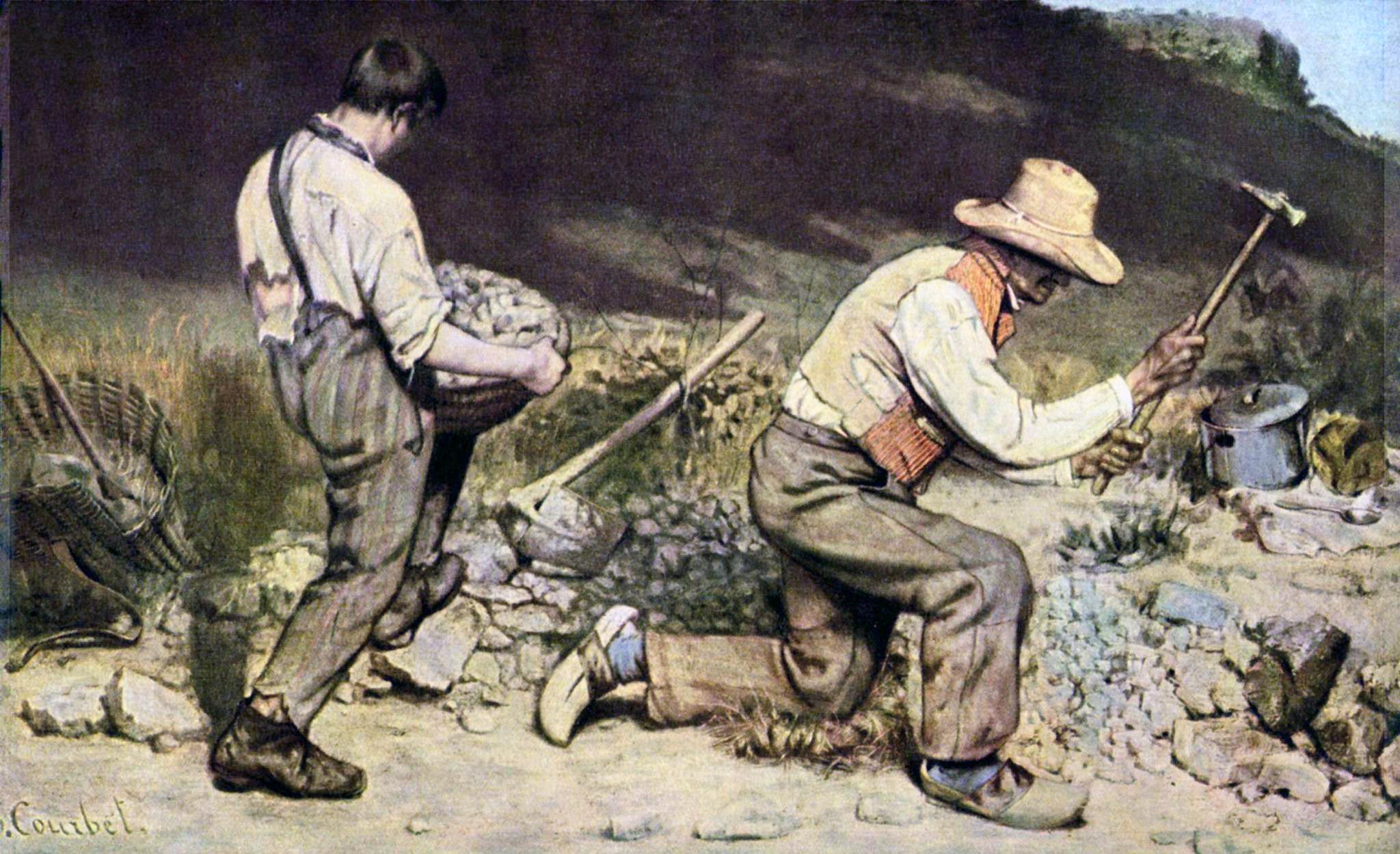
Gli spaccapietre, Gustave Courbet, 1850, distrutto

Vi è un senso generale di crescente sfinitezza e disperazione che si muove da sinistra a destra nel gruppo e l'ultimo battelliere sembra noncurante di ciò che lo circonda e vaga dalla linea laterale verso l'osservatore. L'eccezione è il ragazzo biondo nel centro del gruppo. Collocato vivacemente in contrasto col tono uniformemente pacato dei suoi compagni, la sua testa è sollevata e guarda in lontananza, mentre lotta contro le cinghie come se volesse liberarsi dal suo compito.
Repin crebbe a Chuguev, nel governatorato di Char'kov (oggi Ucraina) ed era consapevole della povertà e del disagio presenti nella maggior parte delle zone rurali in quel periodo. Trascorse due anni in viaggio, durante i quali egli osservò sia le dacie dei ricchi che le fatiche dei comuni contadini. Come tale, essa può essere considerata una pittura di genere, ma trattata come pittura storica su scala eroica, come avveniva spesso nelle opere del XIX secolo, specie dopo Funerale a Ornans di Gustave Courbet (1850). I critici hanno paragonato I trascinatori di chiatte alle le opere di Millet e con Gli spaccapietre di Gustave Courbet (1850), che raffigurava gli operai al lato di una strada.
Il dipinto è un'implacabile descrizione fisica degli uomini; Repin fu attratto dalla loro forza e dal loro sforzo sovrumano. Secondo il critico Vladimir Stassov, "essi sono come un gruppo erculeo con le loro teste scompigliate, i toraci bruciati dal sole, le loro posture sospese, le mani gonfie di vene. Che sguardi da quegli occhi selvaggi, che narici dilatate, che muscoli di ferro!" Nella sua descrizione delle loro pesanti sopracciglia e delle fronti rigate, Repin non trascura il loro tormento spirituale; sebbene egli non si concentri troppo sulle intime emozioni di ogni singolo uomo. Qualsiasi senso di disagio personale è di importanza secondaria per la rappresentazione dello sforzo e della dignità umana.

## Critica ed eredità

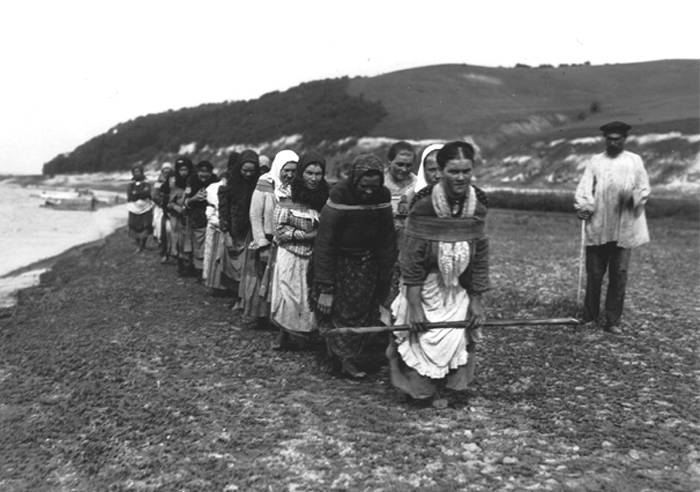
Donne burlaki fotografate sul Volga, 1900 circa

Repin considerò I trasportatori di chiatta il suo primo lavoro professionale ed è l'opera che lo definì quale un esperto documentarista della disuguaglianza sociale. Quando venne esposto per la prima volta, il quadro ricevette recensioni entusiaste per la impietosa rappresentazione degli operai di basso ceto, in stridente contrasto con la natura romantica, classica o propagandistica di buona parte dell'arte contemporanea russa. L'opera spianò la strada a Repin per unirsi ai Peredvizhniki (ovvero gli Itineranti o Ambulanti), un movimento realista anti-accademico formatosi nel 1870. I I Peredvizhniki cercavano non solo di abbandonare la scuola accademica, ma anche di sovvertire il modo in cui l'arte veniva osservata. Raffigurando scene di vita ordinaria e tenendo mostre nelle province miravano a spiegare e rendere più accessibile l'arte alle masse.
Il dipinto fu ampiamente discusso per la sua rottura con la tradizione dell'Accademia. Guadagnò a Repin il rispetto di Stasov il quale credeva che l'arte modellava la mentalità del popolo ed il modo in cui questo guardava alla situazione politica. Stasov incoraggiò Repin a concentrarsi su un soggetto di argomentazione russa e dopo la realizzazione de I trasportatori di chiatta, egli divenne amico intimo dell'artista, lodando con entusiasmo ogni successivo dipinto di Repin. Stasov scrisse del dipinto: "con un'audacia senza precedenti tra di noi [Repin] ha abbandonato tutte le concezioni precedenti di arte ideale, immergendosi per primo nel cuore stesso della vita della gente, negli interessi del popolo e nella sua opprimente realtà... mai nessuno in Russia aveva mai osato affrontare tale argomento". In cambio, Repin disse che l'urlo di Stasov sulla Russia "è stato il primo ed il più possente ed è stato sentito in Russia da chiunque fosse in grado di udire. È a lui che devo la mia gloria."
Fëdor Dostoevskij lesse del dipinto di Repin nei giornali e si suppose si trattasse di un'altra opera russa la cui arte era secondaria al suo messaggio sociale. Egli scrisse, "il soggetto stesso è terribile... Mi aspettavo di vedere questi trasportatori di chiatta tutti schierati in divisa con le solite etichette attaccate alla loro fronte... Per la mia gioia, tutte le mie paure si rivelarono infondate... Non uno di loro grida dal dipinto all'osservatore: "Guarda come sono sfortunato io e come tu sei in debito con il popolo!" Per Dostoevskij, Repin aveva evitato un errore comune nell'arte contemporanea russa ed in tal modo aveva intensificato l'impatto dell'opera. E concluse: "[ho visto] I trasportatori di chiatta, i veri trasportatori e niente di più... non si può fare a meno di pensare che siamo in debito, veramente in debito con il popolo." La sensazione di "debiti non pagati" dovuti dall'alta società ai contadini era un'idea comune del populismo russo. Oggi il dipinto è considerato una pietra miliare nella formazione del realismo russo.
Il dipinto è stato criticato sia perché recava ancora tratti distintivi del disegno accademico sia perché aveva una tonalità complessiva sul giallognolo. Anche se ottenne un premio alla Society of the Advancement of the Arts nel 1872, Repin continuò a ritoccare la tela fino al 1873, quando venne esposta presso l'Accademia di Belle Arti di San Pietroburgo.
A causa della sua popolarità l'opera è stata ampiamente parodiata e spesso utilizzata in vignette satiriche in Russia. Essa è stata ispirata dalla famosa canzone popolare russa "Canto dei battellieri del Volga".
Un fumetto politico finlandese basato su questo dipinto ha creato uno scompiglio internazionale nel 1958:; Nikita Khrushchev, sulla chiatta tirata dai paesi del blocco orientale, grida "imperialisti!" a riva, verso gli USA ed il Regno Unito.

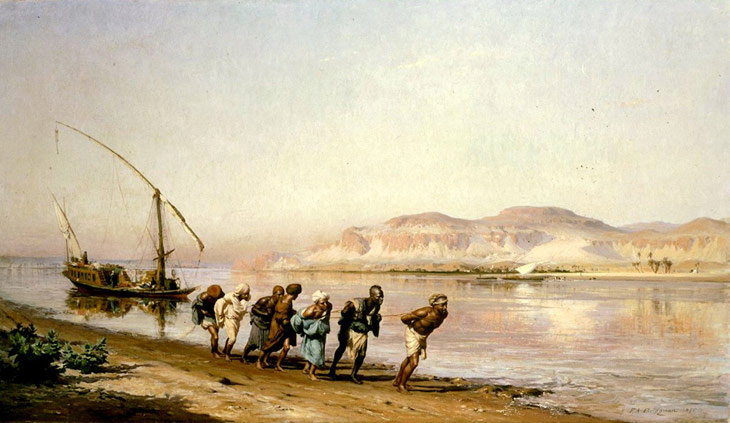
Towing on the Nile, Frederick Arthur Bridgman, 1875

Secondo il critico d'arte Elia Kabanov, Repin influenzò il pittore orientalista americano Frederick Arthur Bridgman nella produzione del suo "Towing on the Nile" del 1875.